# Czerwony Most w Połocku
Czerwony Most w Połocku (biał. Чырвоны мост у Полацку) – most drogowy przez rzekę Pałatę w Połocku na Białorusi. Stanowi jedną z atrakcji miasta.

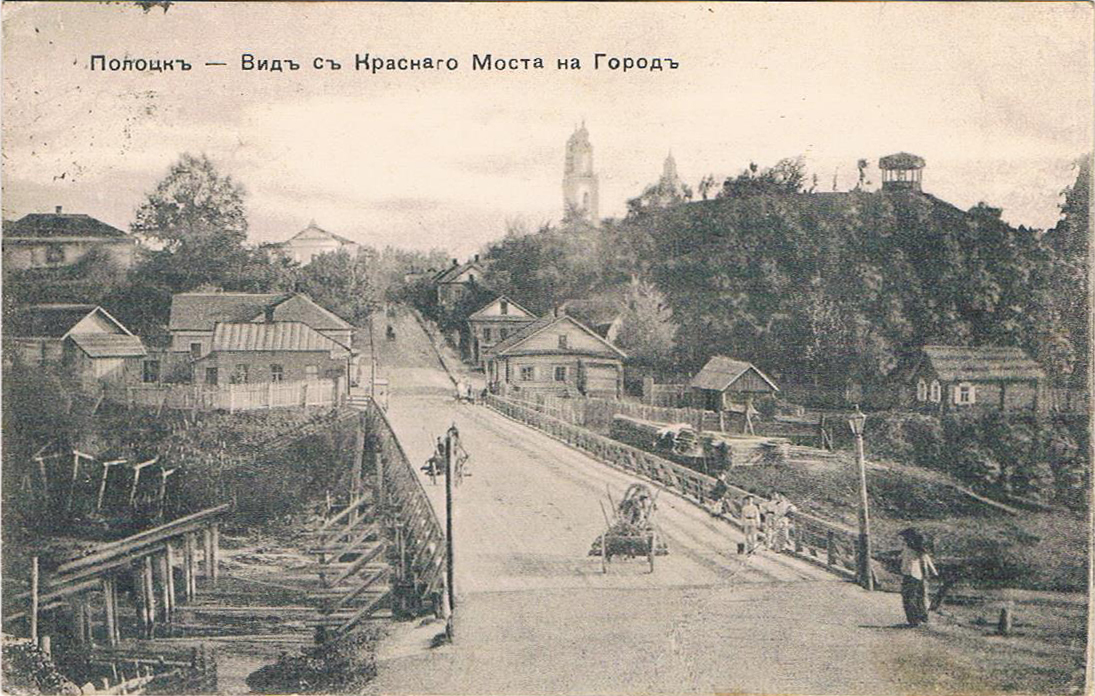
Widok historyczny (przed 1911)

Most otrzymał nazwę na pamiątkę bitwy między wojskami rosyjskimi (generał Piotr Wittgenstein) i francuskimi, która miała miejsce w od 19 do 21 października 1812 podczas kampanii moskiewskiej Napoleona. Był to jedyny w okolicy most na Pałacie, w związku z czym wywiązały się o niego wyjątkowo krwawe walki. W wyniku tych starć, drewniany wówczas obiekt, był tak przesiąknięty krwią, iż stał się czerwony. Ostatecznie oddziały rosyjskie wkroczyły wówczas do miasta i wyparły Francuzów.
Obecny, żelbetowy most powstał w miejscu swojego poprzednika w 1975. Podczas jego projektowania uwzględniono i odwzorowano poprzednie elementy konstrukcyjne.

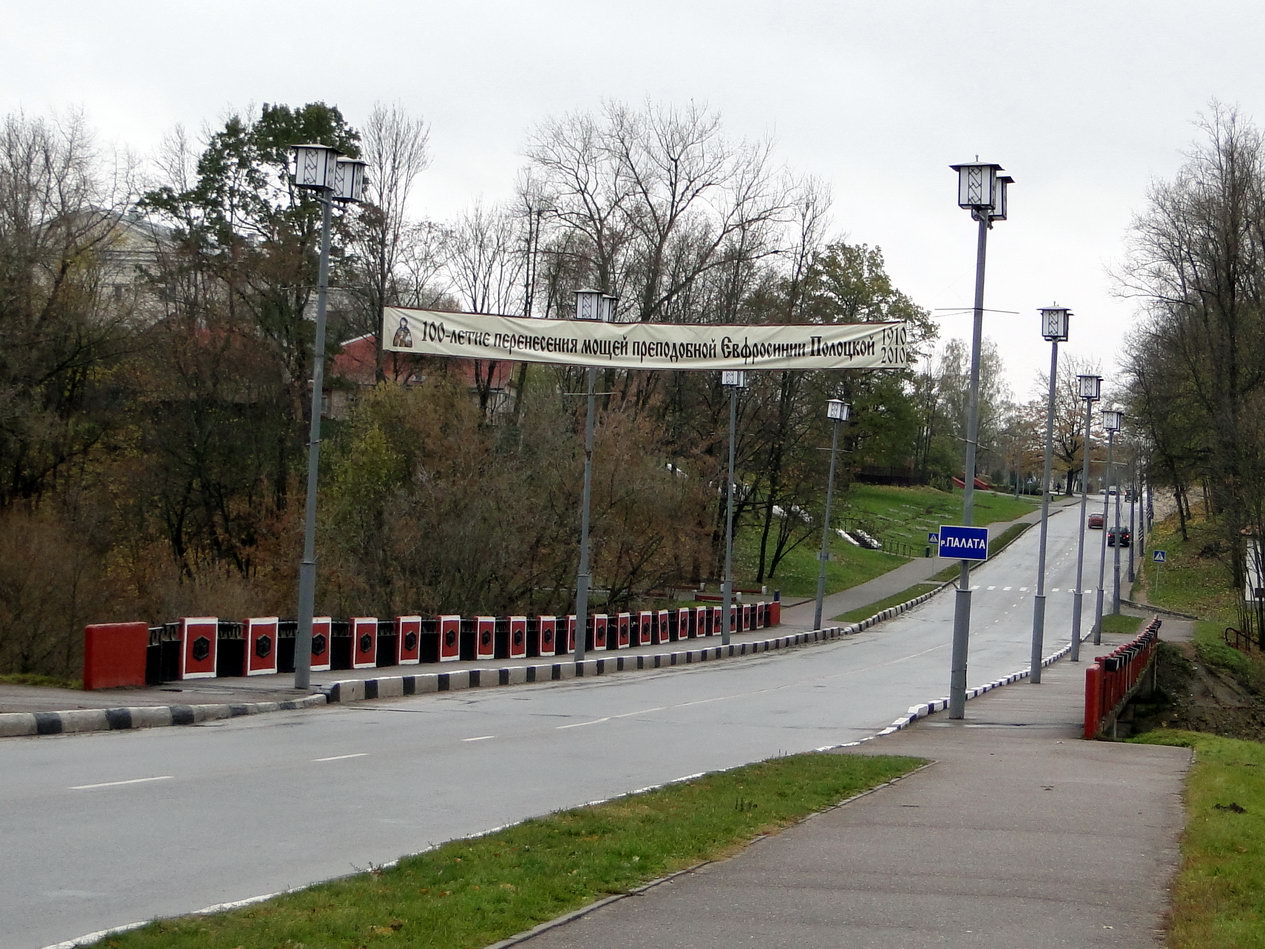
Widok z góry

Przed mostem znajduje się tablica pamiątkowa z następującą sentencją: Через этот мост русские войска под командованием генерала Витгенштейна и отряда Петербургского ополчения после ожесточенных боев 6-8/19-21/октября 1812 г. вошли в город и освободили его от неприятеля, чем положили начало изгнанию наполеоновских войск с белорусской земли. С того времени в память о погибших и пролитой крови этот мост стал называться „КРАСНЫМ".
Drewniane przeprawy mostowe w tym miejscu istniały znacznie wcześniej. Są zaznaczane m.in. na XVIII-wiecznych mapach. Pierwsze malarskie przedstawienie mostu wiąże się z bitwą z 1812. Malarz-batalista, Peter von Hess, na zlecenie cara Mikołaja I, pracował w latach 1840–1857 nad cyklem dwunastu obrazów przedstawiających najważniejsze bitwy moskiewskiej kampanii napoleońskiej. Wśród jego dzieł znalazło się m.in. płótno „Bitwa pod Połockiem, 7 października”, na której uwieczniono most. Liczne ujęcia przeprawy zawarto na pocztówkach z końca XIX i początku XX wieku oraz w albumie z 1910, poświęconym uroczystościom przeniesienia relikwii św. Eufrozyny Połockiej.